# شعبة خلف المسجد (الرضمة)
شعبة خلف المسجد محلة تابعة لقرية حرف العمرى، التابعة لعزلة كحلان بمديرية الرضمة إحدى مديريات محافظة إب في الجمهورية اليمنية.، بلغ تعداد سكانها 112 حسب تعداد اليمن لعام 2004.